# رودولفو د پائولی
رودولفو د پائولی (انگلیسی: Rodolfo de Paoli؛ زادهٔ ۲۶ اکتبر ۱۹۷۸) بازیکن فوتبال اهل آرژانتین است.